# Mistrovství světa v rallycrossu
Mistrovství světa v rallycrossu (FIA World Rallycross Championship nebo zkráceně WRX) je rallycrossová soutěž pořádaná FIA a promotérem IMG Motorsport od roku 2014.

## Formát
V současnosti se série skládá z 12 dvoudenních závodů, jezdí se na různých druzích povrchu, v uzavřených okruzích. 
- 4 Rozjížďky V každé rozjížďce závodí 3 až 5 vozů. Jezdec který projede 4 kola nejrychleji je vyhlášen za vítěze kola. Řidiči získávají "mezi body" podle jejich pozice. Po 4 závodech se body sčítají a 12 nejlepších jezdců postupuje do semifinále.
- 2 Semifinále V každém závodě závodí 6 vozů na 6 kol. Klíč pro určení postavení na startu semifinále je podle pozice po rozjížďkách (1. + 3. + 5. + 7. + 9.+ 11. v jedné semifinálové rozjížďce a 2. + 4. + 6. + 8. + 10. + 12. ve druhé). Z obou závodů postoupí 3 nejlepší do finále.
- Finále Stejně jako v semifinále závodí 6 vozů na 6 kol, vítěz finále je považován za celkového vítěze závodu.

## Bodování
Mistrovství světa je bodováno takto:
| Rozjížďky  | 16 | 15 | 14 | 13 | 12 | 11 | 10 | 9 | 8 | 7 | 6 | 5 | 4 | 3 | 2 | 1 |
| Semifinále | 6  | 5  | 4  | 3  | 2  | 1  |    |   |   |   |   |   |   |   |   |   |
| Finále     | 8  | 5  | 4  | 3  | 2  | 1  |    |   |   |   |   |   |   |   |   |   |

- Červená = jezdec má body, nepostoupil z kola dál.

## Mistři světa
| Rok  | Mistrovství jezdců   | Mistrovství jezdců     | Mistrovství jezdců  |                        | Mistrovství týmů       | Mistrovství týmů  |
| Rok  | Jezdec               | Tým                    | Vůz                 | Tým                    | Vůz                    |                   |
| ---- | -------------------- | ---------------------- | ------------------- | ---------------------- | ---------------------- | ----------------- |
| 2014 | Petter Solberg       | PSRX                   | Citroën DS3         | Olsbergs MSE           | Ford Fiesta ST         |                   |
| 2015 | Petter Solberg       | SDRX                   | Citroën DS3         | Team Peugeot-Hansen    | Peugeot 208            |                   |
| 2016 | Mattias Ekström      | EKS RX                 | Audi S1             | EKS RX                 | Audi S1                |                   |
| 2017 | Johan Kristoffersson | PSRX Volkswagen Sweden | Volkswagen Polo GTI | PSRX Volkswagen Sweden | Volkswagen Polo GTI    |                   |
| 2018 | Johan Kristoffersson | PSRX Volkswagen Sweden | Volkswagen Polo R   |                        | PSRX Volkswagen Sweden | Volkswagen Polo R |
| 2019 | Timmy Hansen         | Team Hansen MJP        | Peugeot 208         |                        | Team Hansen MJP        | Peugeot 208       |
| 2020 | Johan Kristoffersson | Volkswagen RX Sweden   | Volkswagen Polo R   |                        | KYB Team JC            | Audi S1           |

| Rok  | Mistři RX Lites/RX2 | Mistři RX Lites/RX2 | Mistři RX Lites/RX2 |
| Rok  | Jezdec              | Tým                 | Vůz                 |
| ---- | ------------------- | ------------------- | ------------------- |
| 2014 | Kevin Eriksson      | Olsbergs MSE        | OMSE RX Lite Car    |
| 2015 | Kevin Hansen        | Hansen Junior Team  | OMSE RX Lite Car    |
| 2016 | Cyril Raymond       | Cyril Raymond       | OMSE RX Lite Car    |
| 2017 | Cyril Raymond       | Cyril Raymond       | OMSE RX2 Car        |
| 2018 | Oliver Eriksson     | OMSE RX2 Car        | OMSE RX2 Car        |
| 2019 | Oliver Eriksson     | Olsbergs MSE        | OMSE RX2 Car        |
| 2020 | Henrik Krogstad     | Olsbergs MSE        | OMSE RX2 Car        |

### Vítězové závodů
Klíč
|  | Jezdec je mistr světa   |
|  | Aktuální po sezóně 2020 |

| Výhry | Jezdec               | První výhra                  | Poslední výhra               |
| ----- | -------------------- | ---------------------------- | ---------------------------- |
| 24    | Johan Kristoffersson | World RX Portugalsko 2015    | World RX Španělsko 2020      |
| 12    | Mattias Ekström      | World RX Švédsko 2014        | World RX Lotyšsko 2020       |
| 10    | Petter Solberg       | World RX Portugalsko 2014    | World RX Velká Británie 2017 |
| 10    | Timmy Hansen         | World RX Itálie 2014         | World RX Španělsko 2020      |
| 7     | Andreas Bakkerud     | World RX Velká Británie 2014 | World RX Kanada 2019         |
| 3     | Niclas Grönholm      | World RX Norsko 2019         | World RX Finsko 2020         |
| 2     | Davy Jeanney         | World RX Německo 2015        | World RX Kanada 2015         |
| 2     | Toomas Heikkinen     | World RX Belgie 2014         | World RX Belgie 2015         |
| 2     | Sébastien Loeb       | World RX Lotyšsko 2016       | World RX Belgie 2018         |
| 1     | Reinis Nitišs        | World RX Norsko 2014         |                              |
| 1     | Tanner Foust         | World RX Finsko 2014         |                              |
| 1     | Robin Larsson        | World RX Argentina 2015      |                              |
| 1     | Kevin Eriksson       | World RX Německo 2016        |                              |
| 1     | Kevin Hansen         | World RX Abú Zabí 2019       |                              |
| 1     | Timur Timerzyanov    | World RX Belgie 2019         |                              |
| 1     | Sebastian Eriksson   | World RX Švédsko 2019        |                              |

### Vítězství značek aut
| Výhry | Auto            |
| ----- | --------------- |
| 28    | Volkswagen Polo |
| 15    | Peugeot 208     |
| 13    | Audi S1         |
| 9     | Citroën DS3     |
| 6     | Ford Fiesta     |
| 4     | Hyundai i20     |
| 3     | Ford Focus      |
| 1     | Audi A1         |

### Vítězství automobilek
| Výhry | Automobilka |
| ----- | ----------- |
| 28    | Volkswagen  |
| 15    | Peugeot     |
| 14    | Audi        |
| 9     | Citroën     |
| 9     | Ford        |
| 4     | Hyundai     |